# Jawiszów
Jawiszów (przed 1945 niem. Klein Hennersdorf) – wieś w Polsce położona w województwie dolnośląskim, w powiecie kamiennogórskim, w gminie Kamienna Góra.

## Położenie
Leży w Kotlinie Kamiennogórskiej (Kotlinie Krzeszowskiej). Przez miejscowość przepływa rzeka Zadrna, dopływ Bobru.

## Historia
Wieś była po raz pierwszy wzmiankowana w 1292 roku, w dokumencie w którym książę Bolko I Surowy nadaje cystersom przybyłym z Henrykowa ziemie wcześniej należące do benedyktynów, w tym Jawiszów, wspomniany jako Heinrichisdorf. W 1352 r. książę świdnicki Bolko II Mały potwierdził owe nadania i przywileje. Inne źródła podają jednak, że Jawiszów został włączony w obręb fundacji krzeszowskiej dopiero w 1385 roku. Przed 1400 rokiem istniało tu już wolne sołectwo, należące do klasztoru, przynoszące dla niego rocznie ćwierć marki czynszu. Możliwe jest, że w 1427 roku Jawiszów ucierpiał, bądź też został zniszczony przez husytów, którzy pustoszyli dobra klasztorne. W XVIII wieku była to średniej wielkości wieś rolnicza z klasztornym folwarkiem. W 1765 roku wartość tutejszego majątku klasztornego wynosiła 1850 talarów, mieszkało tu 25 kmieci i 70 chałupników, wśród nich tylko 12 rzemieślników. W okolicy było 10 stawów należących do klasztoru. W 1810 roku miała miejsce sekularyzacja majątków klasztornych na terytorium ówczesnego Królestwa Pruskiego, w tym na Śląsku. Wieś stała się własnością kamery, zachowując jednak nadal formę fundacji. Wieś rozwijała się słabiej, odnotowano nawet znaczny spadek liczby mieszkańców. W 1825 roku we wsi znajdowało się 107 domów, młyn wodny, wolne sołectwo z browarem i gorzelnią. Mieściła się tutaj również szkoła katolicka. Mieszkańcy w tym okresie zajmowali się głównie tkactwem, działało tu aż 66 krosien. W 1840 roku liczba domów zmniejszyła się do 98, doszła jeszcze gospoda, działało 40 krosien, było też 12 innych rzemieślników. W 1899 roku przez grunty należące do Jawiszowa, położone na zachód od wsi, poprowadzono prywatną linię kolejową z Kamiennej Góry do Okrzeszyna. W Jawiszowie powstała stacja kolejowa.
W wyniku zmian granic po II wojnie światowej Dolny Śląsk wraz z Jawiszowem został włączony do Polski. Nie zmieniło to rolniczego charakteru wsi. W dawnym folwarku utworzono PGR. Wieś od połowy XIX w. znacznie wyludniała się, ale po wojnie proces ten spowolniał i Jawiszów ma od dawna w pełni ustabilizowaną liczbę ludności, do czego przyczynia się korzystne położenie i dobre warunki glebowo-klimatyczne, sprzyjające rolnictwu.
W miejscowości jest przystanek kolejowy Jawiszów.
W latach 1975–1998 miejscowość administracyjnie należała do województwa jeleniogórskiego.

## Zabytki
Do wojewódzkiego rejestru zabytków wpisany jest obiekt:
- dawny młyn wodny (nr 36), z XVIII-XIX w.